# Hydraena leechi
Hydraena leechi är en skalbaggsart som beskrevs av Perkins 1980. Hydraena leechi ingår i släktet Hydraena och familjen vattenbrynsbaggar. Inga underarter finns listade i Catalogue of Life.